# Acanthostracion guineensis
Acanthostracion guineensis är en fiskart som först beskrevs av Pieter Bleeker 1865.  Acanthostracion guineensis ingår i släktet Acanthostracion och familjen koffertfiskar. Inga underarter finns listade i Catalogue of Life.